# 東明雅
東 明雅（ひがし あきまさ、1915年3月7日 - 2003年10月20日）は、日本の国文学者、俳人。専門は近世日本文学、特に井原西鶴。俳人としては「めいが」と読む。
熊本市生まれ。旧制第五高等学校を経て、1939年東京帝国大学文学部国文科卒業。同年、文部省宗教局勤務。1942年東京府立第一中学校（現・日比谷高校）教諭。1945年松本高等学校教授、1949年信州大学文理学部助教授、1959年同教授。1980年定年退官、名誉教授。1987年勲三等旭日中綬章を受章。
1961年から根津芦丈に師事し、信州大学連句会を結成した。その後、1982年に猫蓑会発足し、主宰となった。

## 著書
- 『夏の日 純正連句とその鑑賞』 角川書店、1972
- 『連句入門 芭蕉の俳諧に即して』 中公新書、1978
- 『芭蕉の恋句』 岩波新書、1979
- 『猫蓑 連句集』 永田書房、1982
- 『新炭俵』 角川書店、1991

### 共編著
- 『連句辞典』 杉内徒司、大畑健治共編　東京堂出版、1986
- 『芦丈翁俳諧聞書』編、私家版、1994
- 『連句・俳句季語辞典十七季』 丹下博之,佛渕健悟共編著、三省堂、2001

### 校訂
- 『つゆ殿物語 四十二のみめ諍ひ あずま物語』 古典文庫、1953
- 西鶴『日本永代蔵』 岩波文庫、1956
- 西鶴『好色五人女』 岩波文庫、1959
- 西鶴『万の文反古』 明治書院 校注古典叢書、1968
- 『日本古典文学全集 井原西鶴集 1』 暉峻康隆共校注・訳、小学館、1971
- 『井原西鶴集 4 (西鶴諸国ばなし,武家義理物語)』 藤村作校註 東補訂、朝日新聞社 日本古典全書、1974
- 『井原西鶴集 3 (日本永代蔵,世間胸算用,西鶴織留）』 藤村作校註 東補訂、朝日新聞社 日本古典全書、1974
- 『完訳日本の古典 第51巻　好色五人女.好色一代女』 校注・訳 小学館、1985